# Wudinna
Wudinna är en ort i Australien. Den ligger i kommunen Wudinna och delstaten South Australia, omkring 360 kilometer nordväst om delstatshuvudstaden Adelaide.
Trakten runt Wudinna är nära nog obefolkad, med mindre än två invånare per kvadratkilometer.. Wudinna är det största samhället i trakten.
Trakten runt Wudinna består till största delen av jordbruksmark. Genomsnittlig årsnederbörd är 432 millimeter. Den regnigaste månaden är juni, med i genomsnitt 81 mm nederbörd, och den torraste är oktober, med 9 mm nederbörd.